# Берёзовка (Тюменцевский район)
Берёзовка — село в Тюменцевском районе Алтайского края, административный центр муниципального образования сельское поселение Берёзовский сельсовет.

## История
Основано в 1907 году. В 1928 году посёлок Берёзовский состоял из 94 хозяйств, основное население — русские. В административном отношении являлся центром Берёзовского сельсовета Куликовского района Каменского округа Сибирского края.

## Улицы
Список улиц села:
- улица Берёзовская.
- улица Колядо.
- улица Молодёжная.
- улица Новая.
- улица Прудская.
- улица Центральная.
- Берёзовский переулок.
- Прудской переулок.
- Торговый переулок.
- Центральный переулок.

## Население
| 1926 | 1997 | 1998 | 1999 | 2000 | 2001 |
| ---- | ---- | ---- | ---- | ---- | ---- |
| 582  | ↗871 | ↘836 | ↗844 | ↘832 | ↘818 |
| 2002 | 2003 | 2004 | 2005 | 2006 | 2007 |
| ↘809 | ↘785 | ↗788 | ↘780 | ↘766 | ↘762 |
| 2008 | 2009 | 2010 | 2011 | 2012 | 2013 |
| ↘722 | ↘719 | ↘696 | ↘691 | ↗697 | ↘677 |

Национальный состав
Согласно результатам переписи 2002 года, в национальной структуре населения русские составляли 97 %.

## Образование
В посёлке расположено муниципальное образовательное учреждение «Берёзовская средняя общеобразовательная школа».

## Здравоохранение
В селе расположен фельдшерско-акушерский пункт, который является филиалом «Тюменцевской центральной районной больницы».